# Crunk
Crunk este un subgen al muzicii hip hop care a apărut la începutul anilor 1990 și a câștigat succesul mainstream la mijlocul anilor 2000. Acesta este unul din subgenurile hip-hop-ului sudic mai orientate spre dans și club. O piesă crunk folosește frecvent un groove principal fiind cu sintetizatoare de tastatură stratificată, o mașină de tobe, linii de bas grele și voci care strigă, adesea într-un mod de apel și răspuns. 
Termenul „crunk” a fost folosit și în anii 2000 ca termen general pentru a desemna orice stil de hip hop sudic. Cuvântul derivă din forma sa de participiu trecut în engleză afro-americană, „crunk”, a verbului „to crank” (ca în expresia „crank up”). Se referă la a fi entuziasmat sau sub influența drogurilor.
Cuvântul a continuat să evolueze, luând un stigmat negativ cu poliția, părinții și mass-media. În 2011, compania care a produs băutura „Crunk” a scos la iveală o versiune alcoolică numită „Crunk Juice”. Această băutură ar fi fost comercializată către tineri cu vârste cuprinse între 19 și 21 de ani – cei sub vârsta legală pentru consumul de alcool din SUA – ceea ce a dus la faptul că băutura Crunk Juice a fost acuzată ca fiind o cauză a infracțiunilor sau a deveni victimă a unei infracțiuni. Mass-media a început să publice povești în care termenul „crunk” a fost folosit pentru a se referi la criminali „nebuni și beți”.

## Carcteristici muzicale
Punctul focal al crunk-ului este ritmul și muzica decât versurile din acesta. Raperii Crunk, cum ar fi Lil Jon, totuși, își țipă adesea versurile, creând un stil de hip hop greu și agresiv. Aceste versuri pot fi adesea izolate în cântece simple („Where you from?" și „You can't fuck with me" sunt exemple comune). În timp ce alte subgenuri de hip hop abordează preocupări sociopolitice sau personale, crunk este aproape exclusiv muzică de petrecere, favorizând sloganurile de apel și răspuns în locul unor abordări mai substanțiale.